# Industriepalast (Leipzig)

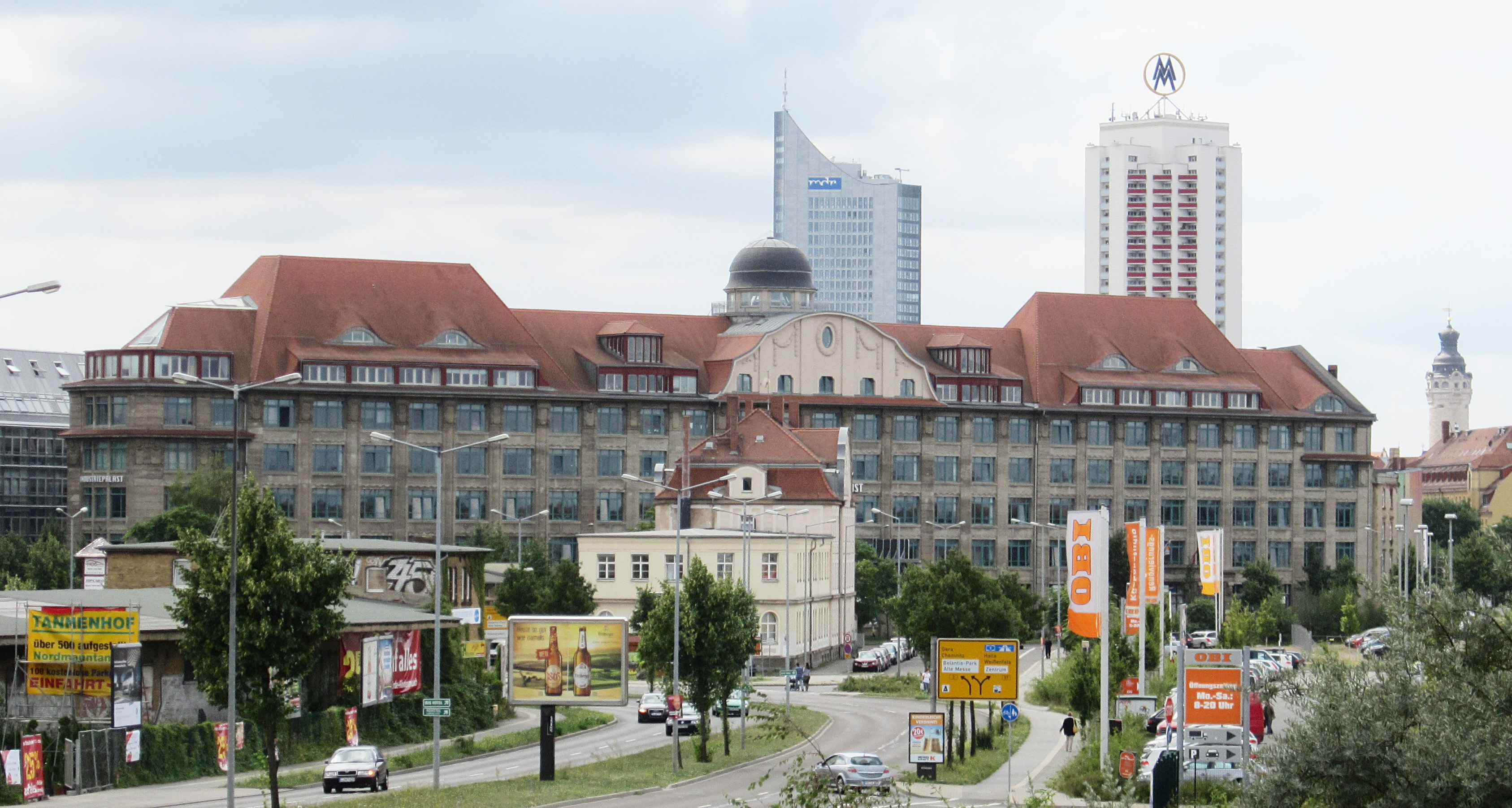
Industriepalast an der Brandenburger Straße (2013)

Der Industriepalast in Leipzig ist ein historischer Büro- und Gewerbekomplex im Ortsteil Zentrum-Ost. Er steht unter Denkmalschutz.

## Lage und Beschreibung
Der Industriepalast steht auf einem spitzwinkligen Grundstück an der Einmündung der Dohnanyistraße in die Brandenburger Straße mit jeweils einem Flügel entlang dieser Straßen. Das Grundstück liegt am Westrand des Graphischen Viertels zwischen Friedrich-List-Platz und Hauptbahnhof, etwa 500 Meter von Letzterem entfernt.
Das Gebäude ist ein fünfgeschossiger Stahlbetonbau plus einem teilweise ausgebauten Dachgeschoss. Die Kunststeinfassade wird senkrecht durch zwischen den Fenstern angedeutete Pilaster gegliedert, während eine Wellenlinie über den Fenstern als Horizontalelement dient. Die Einfassungen der Portale sind aufwendig gestaltet und enthalten je zwei Männerköpfe. Stilistisch ist das Gebäude zwischen Historismus und Reformstil einzuordnen.
Der Flügel an der Brandenburger Straße mit den Hausnummern 14–16b ist 150 Meter lang und besitzt 29 Fensterachsen. Die mittleren fünf Achsen werden von einem mit Zopfornamentik geschmückten Wellengiebel überspannt, welcher von einem Dachturm überragt wird. Die walmartige Dachlandschaft dieses Flügels ist durch weitere giebelartige Elemente sehr bewegt, aber streng symmetrisch.
Der Flügel an der Dohnanyistraße mit den Hausnummern 11–15 ist 130 Meter lang mit 25 Fensterachsen, einer etwas schlichteren Fassadengestaltung und einer zweifachen Stufung im Mittelteil. Die beiden Flügel sind durch zwei Querhäuser verbunden, die zusammen mit dem Nachbargebäude drei Innenhöfe bilden. Die kleineren beiden von ihnen sind mit Glaskuppeln überdacht. Die Gesamtanlage bietet eine Büro- und Gewerbefläche von 24.500 Quadratmetern.

## Geschichte
Der jüdische Bankier und Unternehmer Martin Samuel Kroch (1853–1926) plante um 1900, für seine 1877 gegründete Bank ein neues Gebäude zu errichten. Es sollte möglichst groß werden, um durch Vermietungen den Bau zu refinanzieren und auch weiteren Gewinn zu erwirtschaften. Bis 1910 hatte er den erforderlichen Grundbesitz in der Nähe des im Entstehen begriffenen Hauptbahnhofs erworben um den Bau zu beauftragen.
Als Architekt werden in der Literatur zwei Namen angeführt, Heinrich Rust (1865–1931) und Anton Käppler (1856–1928). Nach etwa zweijähriger Bauzeit wurde das Gebäude im Jahr 1913 anlässlich der in Leipzig stattfindenden Internationalen Baufach-Ausstellung eingeweiht. Neben Krochs Bank und zwei weiteren eigenen Firmen waren Räumlichkeiten an insgesamt 30 Unternehmen vermietet.
Im Zuge der „Arisierung“ deutscher Unternehmen durch die Nationalsozialisten wurde die Familie Kroch 1938 enteignet. Ab 1956 war der Industriepalast Sitz des VEB Stadtpelz, der mit etwa 500 Beschäftigten der führende Pelzkonfektionsbetrieb der DDR war und später Teil des Kombinats »Brühlpelz« VEB Leipziger Rauchwarenindustrie wurde.
Nach der deutschen Wiedervereinigung wurde der Industriepalast an die Familie Kroch rückübertragen. Diese, als Erbengemeinschaft über die ganze Welt verstreut, sah sich nicht in der Lage, die dringend notwendige Sanierung der Immobilie zu realisieren und verkaufte sie 1993. Der neue Besitzer ließ den Komplex umfassend sanieren, wobei auch die Glasüberdachung der Innenhöfe entstand, verkaufte ihn aber wieder. Nach weiteren Besitzerwechseln gehört seit 2022 der Industriepalast der Values Real Estate, wobei der Hauptmieter mit 70  % der Fläche die Deutsche Bahn ist.